# Ivodea cristata
Ivodea cristata är en vinruteväxtart som beskrevs av René Paul Raymond Capuron. Ivodea cristata ingår i släktet Ivodea och familjen vinruteväxter. Inga underarter finns listade i Catalogue of Life.